# Аврора (масонская ложа)
«Аврора» — название нескольких масонских лож.

## Во Франции
Ложа «Аврора» № 840 Le Droit Humain была учреждена в январе 1927 года, в Париже. Ложа была смешанная. Проводила свои собрания на русском языке, на улице Жюль Бретон 5, в главном масонском храме каждый второй четверг и четвёртый вторник месяца. Официально была инсталлирована 14 марта 1927 года. Находилась в реестре Le Droit Humain под № 840.
Проводила собрания до Второй мировой войны, после 1945 года работы не возобновила.
Численность ложи с 1927 по 1939 составляла 71 человек.

## В России
Ложа «Аврора» № 5 ВЛР была учреждена в Москве 23 июня 1996 года под юрисдикцией Великой ложи России. В реестр ВЛР ложа вошла под № 5. Работы проводила на английском языке. Состояла из проживающих в Москве иностранцев.
Решением Ассамблеи ВЛР, от 30 мая 2006 года, работы ложи были приостановлены. Ложа была закрыта (усыплена) решением Совета великих офицеров 5 сентября 2007 года.
В начале 2009 года ложа возобновила свои работы. За эти 21 год ложа развивалась несмотря на то, что работы в ложе приостанавливались, а сама она была закрыта 1,5 года.